# Тяньцзиньский глаз
Тяньцзиньский глаз (кит. 天津之眼, англ. Tianjin Eye) — колесо обозрения в китайском городе Тяньцзинь. Помимо выдающихся размеров, сооружение уникально местом своей постройки — это единственное колесо обозрения, расположенное на мосту (мост Юнлэ через реку Хайхэ).
Конструкция имеет высоту 120 метров, диаметр самого колеса равен 110 метрам. На момент его строительства выше Тяньцзиньского колеса обозрения были только Лондонский глаз (135 метров), Звезда Наньчана (165 метров) и Сингапурское колесо обозрения (165 метров). На колесе установлены 48 капсул вместительностью по 8 человек, оно совершает полный оборот за полчаса.
Сооружение колеса началось в 2007 году, основные работы были завершены 18 декабря 2007 года, для посещения же аттракцион был открыт 7 апреля 2008 года.